# (30778) Döblin
(30778) Doblin, désignation internationale (30778) Döblin, est un astéroïde de la ceinture principale.

## Description
(30778) Doblin est un astéroïde de la ceinture principale. Il fut découvert le 29 septembre 1987 à Tautenburg par Freimut Börngen. Il présente une orbite caractérisée par un demi-grand axe de 2,72 UA, une excentricité de 0,10 et une inclinaison de 8,2° par rapport à l'écliptique.

## Compléments